# Senat Palau
Senat Palau – izba wyższa Kongresu Narodowego Palau. W skład Senatu wchodzi 9 członków, wybieranych na czteroletnie kadencje. Senat Palau powstał w 1981 roku, po ogłoszeniu przez Palau niepodległości. 
Kadencje Senatu Palau:
- I kadencja 1981 – 1984
- II kadencja 1985 – 1988
- III kadencja 1989 – 1992
- IV kadencja 1993 – 1996
- V kadencja 1997 – 2000
- VI kadencja 2001 – 2004
- VII kadencja 2005 – 2008
- VIII kadencja 2009 – 2012

W trakcie siódmej kadencji Senatu (2005–2008 roku) senatorami byli:
- Santy Asanuma
- Johnny Reklai (przewodniczący, do 11 marca 2007 roku), następnie Hokkons Baules
- Yukiwo Dengokl
- Alfonso Diaz
- Joshua Koshiba
- Caleb Otto
- Alan Seid
- Mlib Tmetuchl (wiceprzewodniczący)
- Surangel Whipps (przewodniczący, następca Johnny'ego Reklai)

Żaden z nich nie należał do partii politycznej.